# Glanvilles Wootton
Glanvilles Wootton est une paroisse civile et un village du Dorset, en Angleterre.